# Racomitrium valdon-smithii
Racomitrium valdon-smithii là một loài Rêu trong họ Grimmiaceae. Loài này được Ochyra & Bednarek-Ochyra mô tả khoa học đầu tiên năm 1999.